# CKY
CKY (abreviação de Camp Kill Yourself, por vezes também estilizado como cKy), é uma banda norte-americana de metal alternativo que se formou em West Chester, Pensilvânia, em 1998. Atualmente, a banda é composta por Chad I Ginsburg (guitarra e vocais), Matt Deis (baixo e vocais) e Jess Margera (bateria). A banda compartilha o nome com a série de vídeos sobre skateboarding produzida pelo irmão do baterista Jess, o skatista profissional Bam Margera, tendo já lançado cinco álbuns de estúdio, entre outras produções. Suas músicas são frequentemente incluídas em projetos audiovisuais, como o filme Resident Evil: Apocalypse, as séries de televisão Jackass e Viva La Bam, assim como em jogos de videogame, como o Tony Hawk's Pro Skater 3, Burnout Revenge, Backyard Wrestling: Don't Try This at Home e Jackass: The Game.

## História
Em 1994, os amigos Deron Miller e Jess Margera formaram uma banda com o nome de Foreign Objects. Em 1995 eles lançaram um EP da Distant Recordings chamado The Undiscovered Numbers & Colors. Em 1996, eles formaram uma banda conhecida como OIL, com um amigo que tinham conhecido no trabalho na UPS, Ryan Bruni. A banda gravou uma série de demos, muitos dos quais contém faixas que acabaria por tornarem-se canções do CKY. Depois de um tempo curto, Deron e Jess estavam prontos para gravar o primeiro CD intitulado Volume 1, em grande parte sem Bruni. Foi neste ponto que Deron e Jess conheceram Chad I. Ginsburg, que estava trabalhando como produtor. O primeiro material que tinha ouvido era o "Disengage the Simulator", e ele imediatamente quis fazer parte da banda, tendo deixado sua banda anterior Rudy & Blitz, pouco antes da reunião com Deron e Jess.
A banda continuou a usar o nome de OIL, mas pouco depois da oficialização de Chad como guitarrista e produtor, todos concordaram com a mudança do nome da banda. Deron mudou o nome da banda para Camp Kill Yourself, e decidiram ir para uma nova direção musical. Em 1998, o irmão de Jess, Bam Margera, foi destaque no filme "Jump Off a Building", e em uma comédia chamadaBam's Park Footy. A canção "Genesis 12" foi apresentada na comédia, mas nos créditos não havia informações de como obter gravações com a CKY. Quando Margera, aos poucos crescendo de popularidade, divulgou um vídeo semelhante através da Landspeed Wheels, chamado Landspeed: CKY, em março de 1999 ele usou a música CKY's como a trilha sonora. Os primeiros álbuns da banda, Camp Kill Yourself: Volume 1 e Infiltrate-Destroy-Rebuild, foram lançados pela Teil Martin Internacional para saírem juntos com os vídeos. A banda embarcou no Warped Tour 1999. Durante essa turnê, o baixista Bruni anunciou ao vivo sua saída da banda, levando Ginsburg a tocar baixo até que Vern Zaborowski foi chamado para o Warped Tour 2000. Mais tarde, a banda foi expulsa da turnê, depois de ter se envolvido num protesto em St. Louis, sobre os preços que os fornecedores da turnê estavam cobrando. Aos poucos, o CKY construiu uma base massiva e dedicada de fãs, que se tornou conhecida como The CKY Alliance, devido especialmente ao uso da internet.

## Membros
- Chad I Ginsburg – guitarra, teclados, vocal, baixo
- Jess Margera – bateria

## Discografia
- 1999 - Volume 1
- 2002 - Infiltrate•Destroy•Rebuild
- 2005 - An Ånswer Can Be Found
- 2009 - Carver City
- 2017 - The Phoenix